# Diachea
Diachea is een geslacht van slijmzwammen (Myxomycetes) uit de orde Physarales.

## Soorten
Het geslacht omvat acht soorten (peildatum december 2023), namelijk:
| Soortnaam                                 | Auteur(s)                 | Publicatiejaar |
| ----------------------------------------- | ------------------------- | -------------- |
| Diachea arboricola                        | H.W. Keller & M. Skrabal  | 2004           |
| Diachea aurantipes                        | Nann.-Bremek. & Y. Yamam. | 1983           |
| Diachea deviata                           | Nann.-Bremek. & Y. Yamam. | 1986           |
| Diachea koazei                            | Y. Yamam.                 | 1987           |
| Diachea leucopodia (Witpootglinsterkopje) | (Bull.) Rostaf.           | 1875           |
| Diachea silvaepluvialis                   | M.L. Farr                 | 1969           |
| Diachea subsessilis                       | Peck                      | 1878           |
| Diachea synspora                          | H.Z. Li                   | 1988           |